# Sujet
Sujet ([syˈʒɛ]; französisch für Thema oder Gegenstand) ist ein künstlerisch verarbeitetes Thema, also der Inhalt, das Motiv oder der Gegenstand eines Gemäldes, einer Fotografie, eines Theaterstücks, einer Oper oder eines Films, kurz einer „Erzählung“.
Sujet kann als Synonym für den Stoff einer Geschichte oder das Thema eines Vortrags verwendet werden. In der bildenden Kunst bezeichnet Sujet häufig wieder aufgegriffene Motive innerhalb eines Genres.
Zeitschriften- und Zeitungsmacher benutzen gelegentlich Sujetbild oder Sujetfoto, wenn sie ein Foto meinen, das ein Thema darstellt und sich zur – unkonkreten – Illustration eignet. Auch die Gestaltung eines Werbekonzepts wird Sujet genannt.
Die russischen Formalisten verstanden unter Sujet (russisch сюжет) die Präsentation der Handlung in einem sprachlichen Kunstwerk. Diese kann durch Rückblenden, Vorausblenden, unzuverlässiges Erzählen, elliptisches Erzählen usw. deutlich von der Fabel der Geschichte abweichen, das heißt, der Gesamtheit der Ereignisse einer Erzählung in ihrer logischen und auch zeitlichen Verknüpfung, die sich dem Leser oft erst nach Abschluss der Lektüre erschließt.